# José María González de Careaga Urquijo
José María González de Careaga Urquijo (Bilbao, 19 d'abril de 1899 – Madrid, 4 de gener de 1971) fou un empresari i polític basc, alcalde franquista de Bilbao.

## Biografia
És membre d'una família benestant de Bilbao, relacionada amb els Urquijo i els Ybarra. Era nebot del basquista Julio Urquijo Ibarra i germà del també alcalde de Bilbao Adolfo González de Careaga Urquijo.
Estudià batxillerat amb els jesuïtes d'Urduña i estudià enginyeria industrial a la Universitat de Deusto. Treballà com a enginyer del Ministeri d'Economia i Hisenda d'Espanya fins al 1928, quan marxà a treballar en les prospeccions de petroli de CEPSA a Veneçuela. Després va treballar en empreses petrolieres a Nova York.
Va tornar a Espanya en començar la guerra civil i quan els franquistes ocuparen Bilbao va formar part de l'equip del nou alcalde, José María de Areilza, el juny de 1937, com a president de la comissió de Foment i Eixample. El 24 de febrer de 1938, quan Areilza fou nomenat Cap Nacional del Servei d'Ensenyament Professional i Tècnic, fou nomenat alcalde de Bilbao. Ocupà el càrrec fins al 10 d'agost del mateix any, quan fou nomenat Secretari General Tècnic del Ministeri d'Indústria.
El 1942-1943 fou agregat tècnic de l'ambaixada d'Espanya als Estats Units. En tornar fou un dels fundadors de la refineria Petroliber a La Corunya. El 1961 es casà amb l'escriptora falangista Mercedes Formica Corssi. Va morir a Madrid després d'una llarga malaltia.